# 뮐러자이언트순다쥐
뮐러자이언트순다쥐(Sundamys muelleri)는 쥐과에 속하는 설치류의 일종이다. 인도네시아와 말레이시아, 미얀마, 필리핀, 태국에서 발견된다.

## 특징
꼬리 길이 155~370mm를 제외한 몸길이가 165~245mm에 이르는 대형 설치류다. 발 길이는 37~55mm이고 귀 길이는 20~27mm, 몸무게는 최대 470g이다. 약간 거친 무성한 털을 갖고 있지만 가시털은 아니다. 등쪽은 짙은 황갈색을 띠는 반면에 배쪽은 흰색부터 누르스름한 색까지 다양하다. 핵형은 2n=42, FN=59~62이다.

## 생태
땅 위에서 주로 생활하는 육상성 동물이고, 야행성 동물이다. 낮 동안에는 쓰러진 나무 줄기 아래 또는 지하 구멍, 땅 위에 드러난 뿌리 사이에 굴을 파고 지낸다. 저녁 늦게 또는 해질녘에 활동적이 되지만 낮 동안에 관찰되기도 한다. 활동 범위는 약 409m 이내다. 먹이는 곤충과 열매, 잎, 새싹 그리고 기타 식물과 게, 달팽이 등이다. 암컷은 땅 위에 만든 둥지 또는 작은 흙더미 위에 한번에 1~9마리의 새끼를 낳는다. 일년 내내 번식을 하지만 7월과 9월 사이에 정점을 이루고, 1월과 3월 사이가 번식이 가장 적다. 기대 수명은 야생에서 10개월이지만 포획 상태에서는 2년 이상 살 수 있다.

## 분포 및 서식지
말레이 반도와 수마트라섬, 보르네오섬, 필리핀 그리고 인근 제도에 널리 분포한다. 해발 최대 1,650m 이하의 일차림과 이차림 저지대 숲에서 서식한다. 물가를 따라서 발견되기도 하고 습윤 서식지를 좋아한다.

## 아종
2종의 아종이 알려져 있다.
- S. m. muelleri
- S. m. validus